# У туђем веку (књига)
У туђем веку је дневник бившег председника Савезне Републикe Југославије и књижевника Добрице Ћосића. Он у дневнику износи своје ставове према актуелним друштвено-политичким темама у Србији и свету.